# Lâm Ước Hàn
Lin Yueh-han (tiếng Trung: 林約翰; sinh ngày 16 tháng 2 năm 1993) là một cầu thủ bóng đá người Đài Loan hiện tại thi đấu ở vị trí hậu vệ ở cấp độ quốc gia và câu lạc bộ. Lin là người Đài Loan bản địa và có gốc Atayal và Taroko descent.